# Nhân văn học

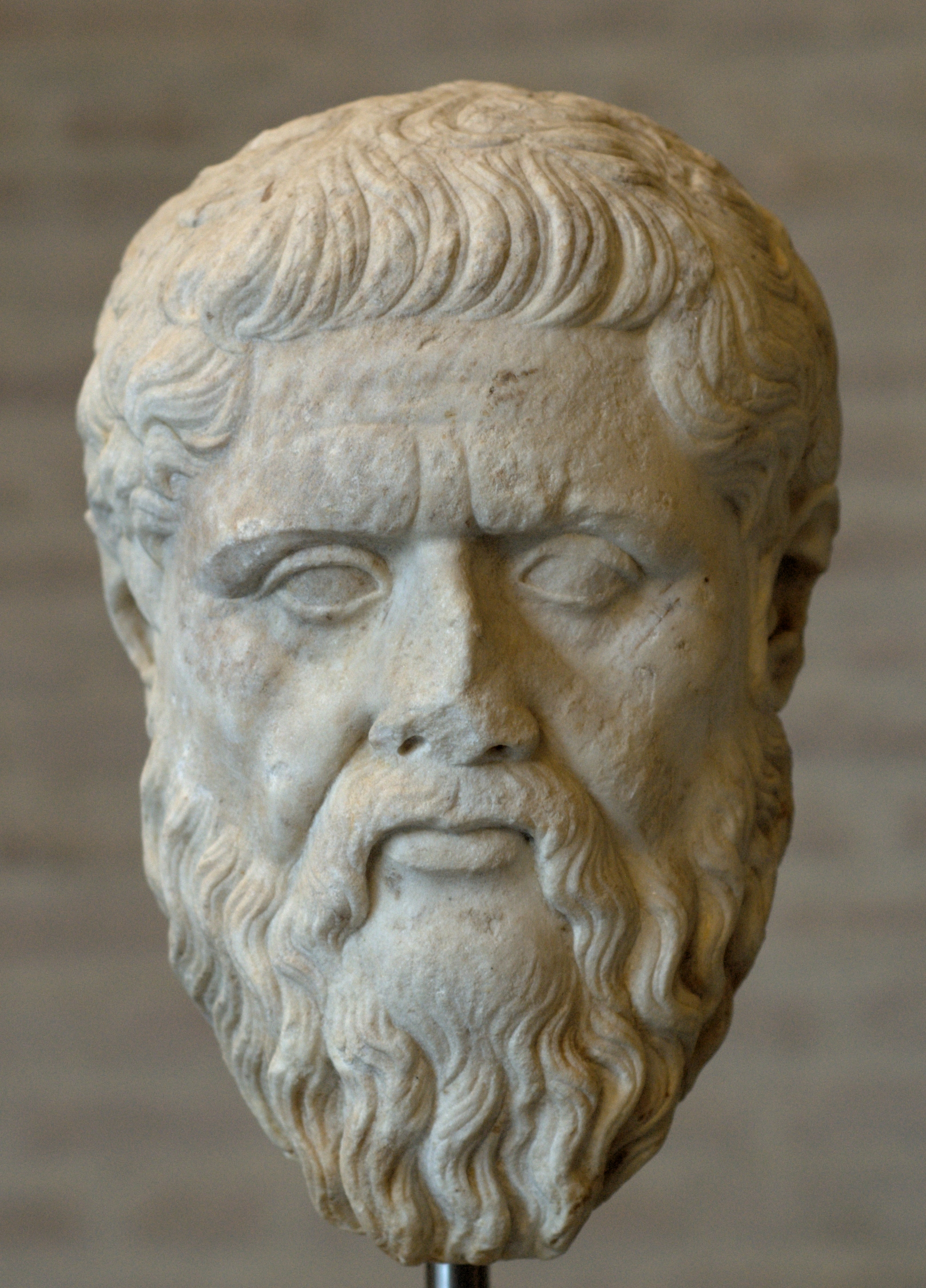
Triết gia Plato, tượng tạc bởi Silanion

Khoa học nhân văn (tiếng Anh: humanities), còn được gọi là nhân văn học, là các ngành học nghiên cứu về văn hóa con người, sử dụng các phương pháp chủ yếu là phân tích, lập luận, hoặc suy đoán, và có đáng kể yếu tố lịch sử — khác với những cách tiếp cận chủ yếu dựa trên thực nghiệm của các ngành khoa học tự nhiên.
Các ngành nhân văn bao gồm: ngôn ngữ học (các ngôn ngữ cổ điển và hiện đại), văn học, triết học, tôn giáo, và các ngành nghệ thuật như nhạc và kịch. Những ngành nhân văn khác như lịch sử, nhân học, các lĩnh vực nghiên cứu chuyên sâu, nghiên cứu truyền thông, nghiên cứu văn hóa, luật, và ngôn ngữ học đôi khi cũng được xếp vào các ngành khoa học xã hội.
Những học giả trong các ngành nhân văn có khi được gọi là những "nhà nhân văn" (humanist). Tuy vậy, thuật ngữ "nhà nhân văn" còn được dùng để chỉ những người theo chủ nghĩa nhân văn (humanism).  Thuật ngữ "nhân văn" cũng mô tả vị trí triết học của chủ nghĩa nhân văn, quan điểm triết học mà một số học giả chống chủ nghĩa nhân văn trong các ngành nhân văn bác bỏ. Các học giả và nghệ sĩ thời Phục hưng cũng được gọi là những người theo chủ nghĩa nhân văn. Một số trường trung học cung cấp các lớp học nhân văn thường bao gồm văn học, nghiên cứu toàn cầu và nghệ thuật.

## Các lĩnh vực của nhân văn học

### Cổ điển học

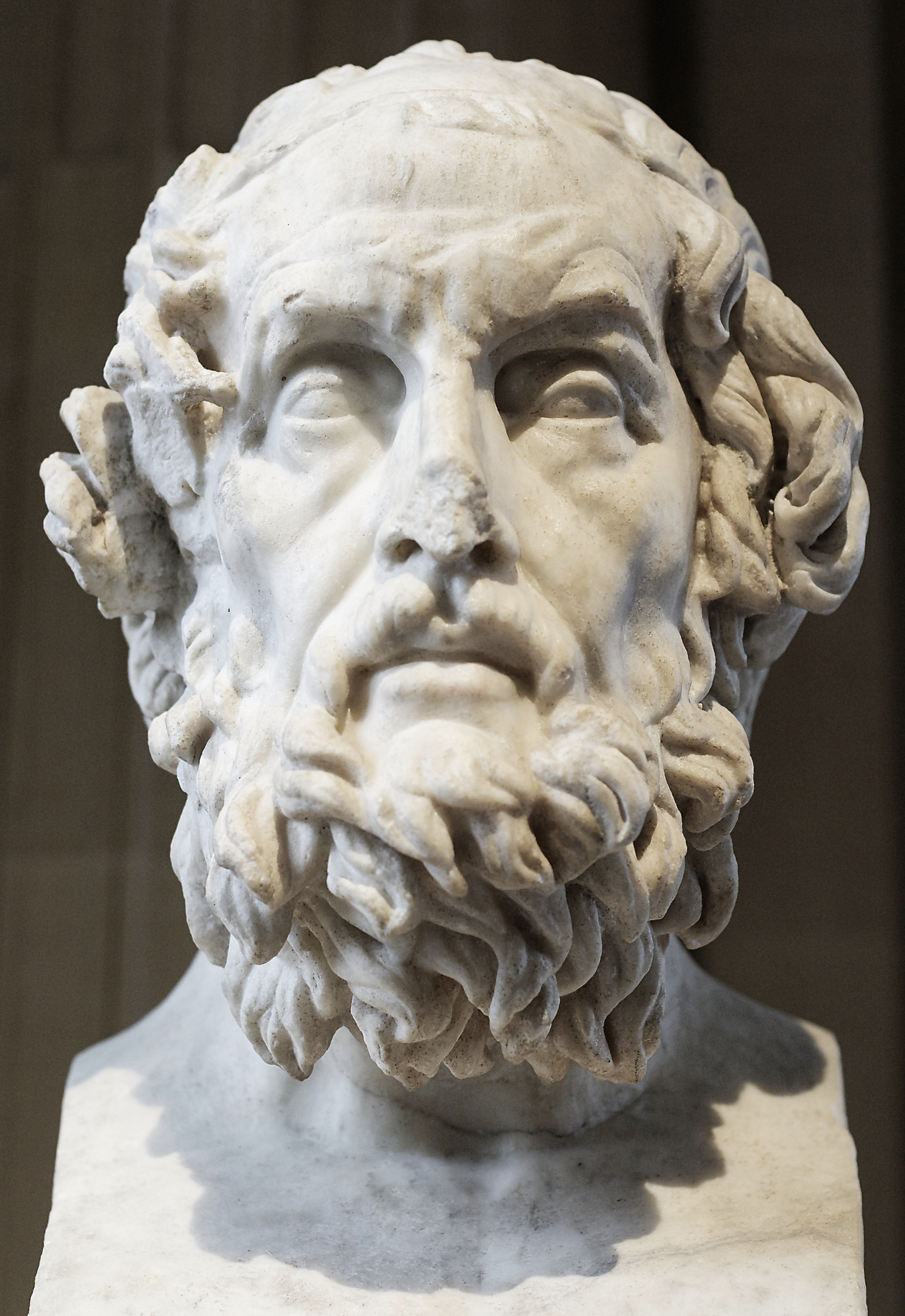
Homer, nhà thơ Hy Lạp cổ đại

Cổ điển học, theo truyền thống học thuật phương Tây, ám chỉ các nền văn hóa cổ đại, đó là Hy Lạp cổ đại và La Mã cổ đại. Nghiên cứu cổ điển học được xem là một trong những nền tảng của nhân văn học; tuy nhiên, sự phổ biến của nó giảm dần ở thế kỷ 20. Mặc dù vậy, ảnh hưởng của các tư tưởng cổ điển đó vẫn còn rất lớn trong nhiều khía cạnh của nhân văn học, chẳng hạn như triết học và văn học.
Ngoài nghĩa truyền thống và học thuật, thuật ngữ "cổ điển học" có thể được hiểu bao gồm các tác phẩm kinh điển từ các nền văn hóa lớn khác.

### Lịch sử
Lịch sử về cơ bản là thông tin về quá khứ được lưu giữ một cách hệ thống. Khi được sử dụng dưới cái tên của một ngành học, thì lịch sử ám chỉ công việc nghiên cứu và giải mã các hồ sơ lưu trữ về con người, tập thể, xã hội, hay bất kỳ một chủ đề nào đó thay đổi theo thời gian. Kiến thức lịch sử thường được cho là bao gồm cả các sự kiện quá khứ và tư duy lịch sử. 
Theo truyền thống thì nghiên cứu lịch sử cũng được xem là một phần của nhân văn học. Trong giới học thuật hiện đại, lịch sử đôi khi xếp vào ngành khoa học xã hội.

### Ngôn ngữ học
Việc nghiên cứu các ngôn ngữ cổ điển và hiện đại tạo lập nên nền tảng của nghiên cứu nhân văn học. 
Trong khi khoa học nghiên cứu ngôn ngữ được gọi là ngôn ngữ học và là một môn khoa học xã hội, thì việc nghiên cứu các ngôn ngữ vẫn là trọng tâm của nhân văn học. Rất nhiều lĩnh vực nghiên cứu triết học của thế kỷ 20 và 21 liên quan đến phân tích và giải mã ngôn từ, theo Ludwig Wittgenstein (1889-1951) vẫn nói là hầu hết các thắc mắc triết học của chúng ta xuất phát từ ngôn từ sử dụng; lý thuyết văn học khám phá các tính chất tu từ của ngôn ngữ; và các nhà sử học nghiên cứu sự phát triển của các ngôn ngữ qua thời gian. Văn học, bao gồm các cách sử dụng ngôn từ khác nhau như văn xuôi, thơ ca và kịch nói, cũng nằm trong ngành nhân văn học hiện đại. Các chương trình giảng dạy ngôn ngữ cấp đại học thường bao gồm nghiên cứu các tác phẩm văn học kinh điển viết bằng ngôn ngữ đó, cũng như bản thân ngôn ngữ.

### Luật pháp

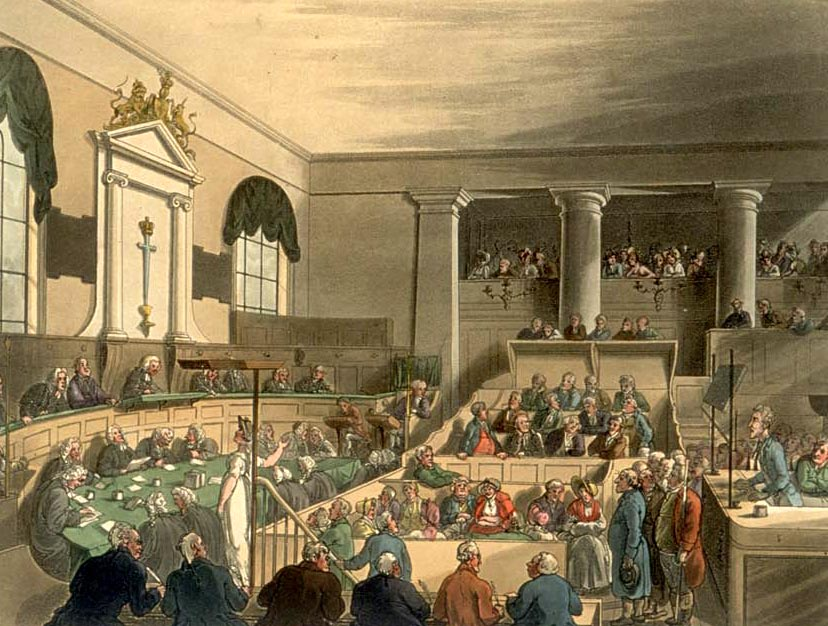
Một phiên tòa hình sự Luân Đôn thời xưa

Theo cách hiểu thông thường, luật pháp là hệ thống các quy định (không giống như quy tắc đạo đức) có khả năng điều chỉnh và thực thi thông qua tập thể. Việc nghiên cứu luật pháp nằm trong ranh giới giữa khoa học xã hội và nhân văn học, phụ thuộc vào quan điểm nghiên cứu về mục tiêu và tác động của nó. Luật pháp không phải lúc nào cũng được thực thi, nhất là trong bối cảnh quan hệ quốc tế. Nó được định nghĩa là "một hệ thống các quy định",, hay "sự diễn giải các khái niệm" nhằm mục đích đạt được công lý, hoặc cũng có thể là một loại pháp quyền để hài hòa lợi ích của mọi người, và thậm chí luật pháp có thể được xem là "sự cai trị được hậu thuẫn bằng các hình phạt". Tuy nhiên, có người lại xem luật pháp là một chỉnh thể xã hội TƯ hoàn chỉnh. Luật pháp là chính trị, bởi vì được các chính trị gia tạo ra. Luật là triết học, vì các quan điểm đạo đức hình thành nên ý tưởng cho nó. Và luật là kinh tế học, vì bất kỳ quy định nào về hợp đồng, hành vi cá nhân, luật về sở hữu, luật lao động, luật doanh nghiệp, và nhiều luật khác nữa có thể tác động lâu dài lên sự phân chia của cải trong xã hội.

### Văn học

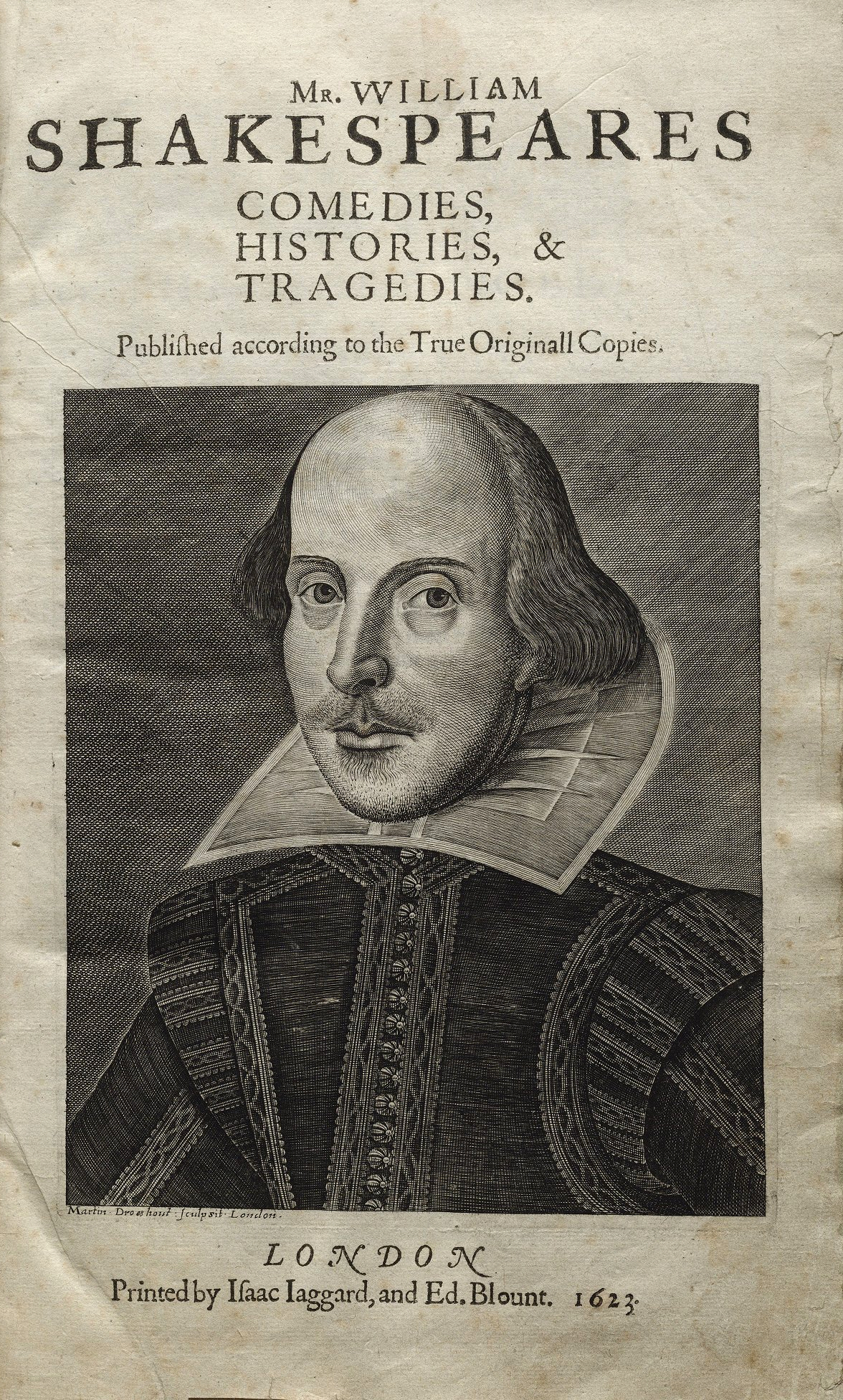
Shakespeae sáng tác những tác phẩm tiếng Anh nổi tiếng nhất

Văn học là một thuật ngữ rất mơ hồ. Theo nghĩa rộng nhất, nó có thể là bất kỳ một văn bản ngôn ngữ nào được lưu truyền dưới một hình thức nào đó (bao gồm cả truyền miệng). Theo nghĩa hẹp hơn thì văn học thường được sử dụng để chỉ những tác phẩm sáng tạo như truyện kể, thơ ca, và kịch.

### Nghệ thuật biểu diễn
Các môn nghệ thuật biểu diễn được phân biệt theo cách các nghệ sĩ điều khiển các động tác cơ thể kết hợp với các loại dụng cụ biểu diễn khác nhau để tạo ra một môn nghệ thuật nào đó. Có thể kể đến vài môn nghệ thuật như nhào lộn, biểu diễn đường phố (busking), hài kịch, khiêu vũ, ảo thuật, âm nhạc, kịch hát, phim ảnh, xiếc, v.v...

### Triết học

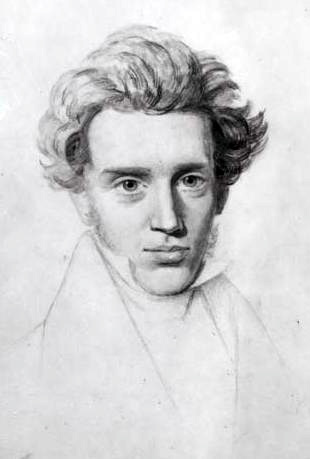
Các tác phẩm của Søren Kierkegaard rơi vào nhiều lĩnh vực khác nhau của nhân văn học như triết học, văn học, thần học, tâm lý học, âm nhạc và cổ điển học

Triết học - nghĩa là "quý trọng sự khôn ngoan" - nói chung là khoa học nghiên cứu các vấn đề liên quan đến sự tồn tại, kiến thức, biện chứng, đúng-sai, công lý, vẻ đẹp, tâm trí và ngôn ngữ.

### Tôn giáo

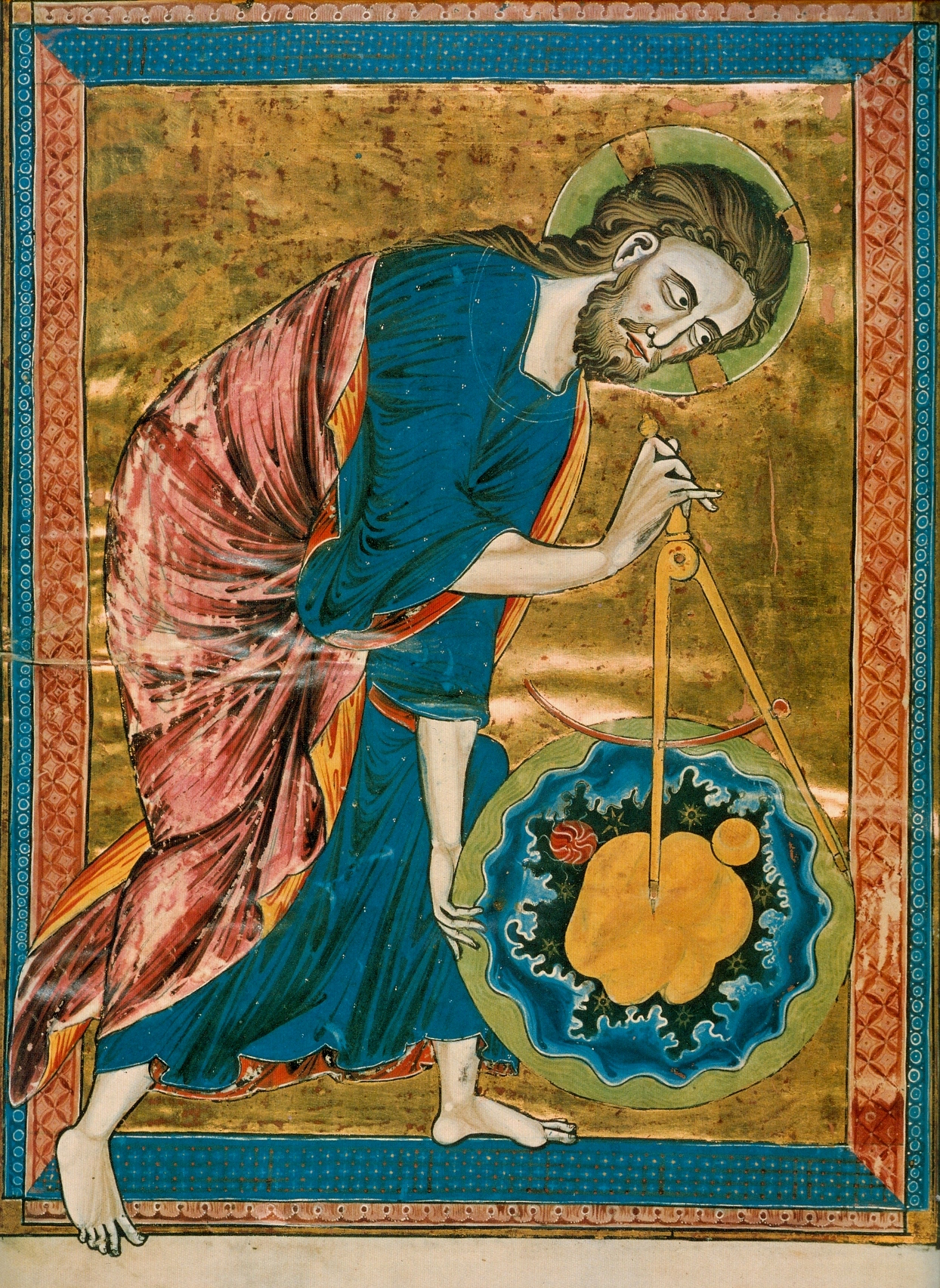
Chiếc compa trong tập bản thảo thế kỷ 13 này biểu trưng cho hành động sáng tạo của Đấng tối cao.

Các tư tưởng triết học và tôn giáo mới đã xuất hiện ở cả phương Đông và phương Tây, đặc biệt vào khoảng thế kỷ 6 TCN. Trải qua thời gian, rất nhiều tôn giáo đã phát triển ra khắp thế giới, với Hindu giáo, Jaina giáo, Phật giáo, và Sikh giáo tại Ấn Độ, cùng với Hỏa giáo tại Ba Tư là một vài trong số các tín ngưỡng chính. Tại phương Đông, ba trường phái đã thống trị tư duy Trung Hoa cho tới tận ngày nay là Lão giáo, Pháp gia và Khổng giáo. Khổng giáo - tư tưởng có ưu thế hơn cả - không đặt mong đợi luân lý chính trị vào sự thúc ép của luật pháp nhưng vào quyền lực và gương mẫu của truyền thống. Tại phương Tây, triết học Hy Lạp mà đại diện là các tác phẩm của Plato và Aristoteles đã phổ biến khắp châu Âu và Trung Đông theo sau sự chinh phạt của Alexandros Đại đế vào thế kỷ 4 TCN.
Các tôn giáo Abrahamic phát sinh từ một truyền thống Semit chung và được các tín hữu truy nguyên về Abraham (khoảng 1900 TCN), một tổ phụ được coi là ngôn sứ mà cuộc đời được kể lại trong Kinh thánh Hebrew/Cựu Ước cũng như Kinh Koran. Đây là một nhóm lớn các tôn giáo độc thần có liên quan tới nhau, thường bao gồm Do Thái giáo, Cơ Đốc giáo và Hồi giáo, chiếm hơn một nửa số lượng tín đồ tôn giáo trên thế giới.

## Lịch sử nhân văn học
Ở phương Tây, việc nghiên cứu chuyên sâu nhân văn học khởi nguồn từ Hy Lạp và được chọn làm nền tảng cho giáo dục toàn dân. Trong các thời kỳ Rô-ma, khái niệm về bảy môn khoa học đại cương hình thành và phát triển, bao gồm ngữ pháp học, hùng biện, và logic học cùng với toán học, hình học, chiêm tinh học-thiên văn học và âm nhạc. Những môn này cấu thành nên phần lớn hệ thống giáo dục thời trung cổ, với trọng tâm hướng vào nhân văn học là các kỹ năng hay các cách thức thực hành.
Sự chuyển đổi lớn xảy ra cùng với chủ nghĩa nhân đạo thời kỳ Kháng cách, khi mà các môn nhân văn học bắt đầu được xem như những môn học nghiên cứu hơn là thực hành. Đồng thời, cũng có sự chuyển đổi tương ứng từ các môn học truyền thống sang các lĩnh vực như văn học và lịch sử. Trong thế kỷ 20, quan điểm này sau đó được thách thức bởi phong trào thời kỳ hậu hiện đại nhằm mục đích định nghĩa lại nhân văn học bằng các thuật ngữ mang tính bình đẳng hơn trong xã hội dân chủ dân sự ngày nay.